# F. W. Woolworth Company

Logo des Unternehmens

Die F. W. Woolworth Company [ˈwʊlwəθ] war ein US-amerikanisches Handelsunternehmen. Die ehemals deutsche Tochter besteht als Woolworth GmbH bis heute.

## Geschichte

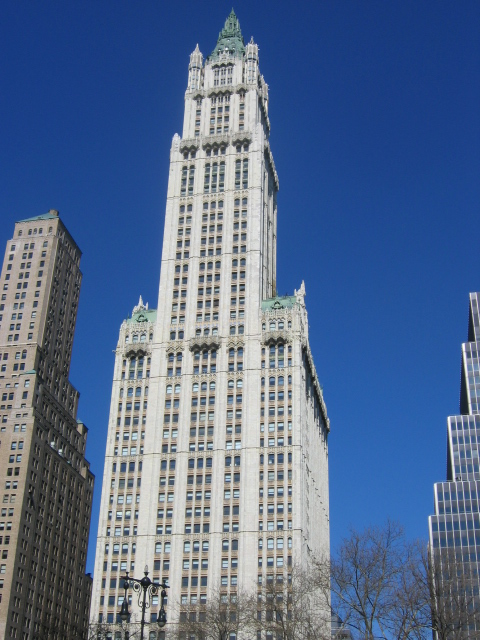
Woolworth Building, Manhattan, New York

Winfield Woolworth wurde am 13. April 1852 in Rodman, New York geboren. Seine Kindheit und Jugend verbrachte er auf der Farm seiner Eltern in Great Bend, New York. Nach verschiedenen Tätigkeiten als Verkäufer und Lagerarbeiter arbeitete er schließlich in einem Laden von Moore & Smith. Damals war es üblich, die Waren in Regalen zu lagern und erst auf Wunsch des Kunden diese vorzulegen. Außerdem gab es kaum festgelegte Preise.
Woolworth entwickelte unter diesem Eindruck seine neue und revolutionäre Idee für den Einzelhandel, viele Artikel zu einem festen Preis von fünf Cent offen auf Ladentischen zu präsentieren. Die Kunden konnten das gesamte Angebot überblicken, vergleichen und „anfassen“. Am 22. Februar 1879 wurde der erste Woolworth-Laden in Utica (New York) eröffnet, der keinen wirtschaftlichen Erfolg hatte. Am 21. Juni 1879 folgte der Laden in Lancaster (Pennsylvania) („F. W. Woolworth Company“). Später wurde das Angebot um Zehn-Cent-Artikel ergänzt. Die Kette wurde so auch mit dem Namen „five-and-ten-cent-stores“ oder „five-and-dime-stores“ bezeichnet.
1886 wurde ein Gebäude zur zentralen Verwaltung in New York City gebaut. 1905 wurde der mittlerweile große Konzern in eine Aktiengesellschaft umgewandelt, das Kapital betrug zehn Millionen Dollar. 1909 wurde die F.W. Woolworth Co. Ltd. mit mehreren Partnern gegründet. Bis 1911 wurden weitere Partner eingebunden, und man hatte nun insgesamt 596 Läden in Betrieb. 1913 wurde mit dem Privatvermögen Woolworths das Woolworth Building in New York erbaut und die Bausumme von 13,5 Millionen Dollar in bar bezahlt. Am 8. April 1919 starb Frank Winfield Woolworth. Er vermachte sein Vermögen und die Mehrheit am Unternehmen seiner Enkelin Barbara Hutton.
Obwohl Woolworth noch 1979 das größte Kaufhausunternehmen der Welt war, kam das Unternehmen in wirtschaftliche Schieflage. 1997 wurden die letzten Kaufhäuser in den USA geschlossen, und es blieben nur Spartengeschäfte wie Foot Locker übrig. Das Unternehmen benannte sich in Venator um. Walmart, das einen Teil der ehemaligen Woolworth-Kaufhäuser übernommen hatten, ersetzte Woolworth im Dow-Jones-Index. 1999 benannte sich Venator in Foot Locker, Inc. um. Damit ist Foot Locker die heute noch existierende Nachfolgegesellschaft von Woolworth. Woolworth-Kaufhäuser existieren somit seit 1997 ausschließlich außerhalb der USA und sind im Besitz unabhängiger regionaler Gesellschaften.

## Weltweite Expansion

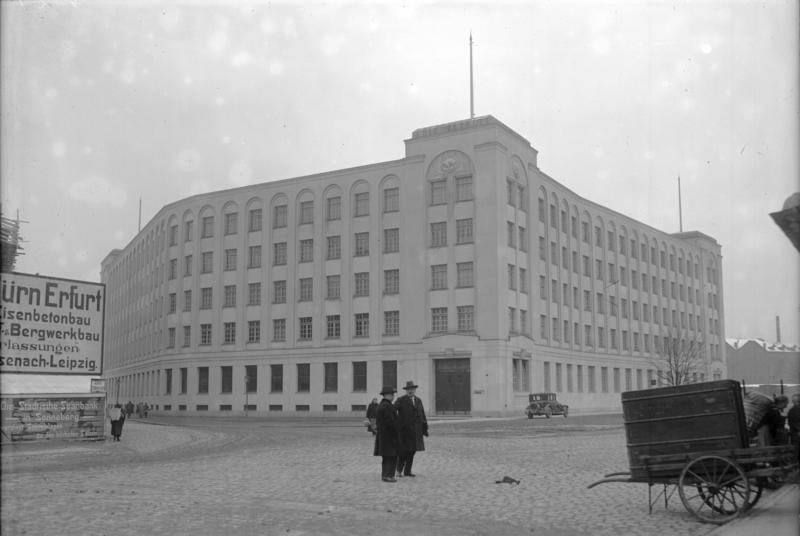
Woolworthgebäude in Sonneberg, Deutschland, 1928

1909 eröffnete Woolworth sein erstes Geschäft in Großbritannien. 1982 trennte sich das britische Unternehmen von der amerikanischen F. W. Woolworth Company. Die Woolworths Group PLC war ein unabhängiger, börsennotierter Handelskonzern und beschäftigte fast 25.000 Mitarbeiter. Am 26. November 2008 berichteten britische Medien unter Berufung auf Unternehmenskreise über die angemeldete Insolvenz des Unternehmens. Nachdem die Suche nach einem Käufer gescheitert war, wurde am 10. Dezember 2008 die Schließung der Kette angekündigt und der Räumungsverkauf in die Wege geleitet. Dieser Vorgang wurde Anfang Januar 2009 abgeschlossen.
Am 2. November 1926 wurde Woolworth Deutschland gegründet, die erste Filiale wurde am 30. Juli 1927 in Bremen eröffnet. Die Woolworth GmbH betreibt Stand 2025 über 800 Filialen in Deutschland. Die australische Woolworths-Gruppe steht hingegen in keinem historischen Zusammenhang mit der amerikanischen Woolworth, sondern machte sich nur die Popularität des Namens (und die Tatsache, dass dieser in Australien nicht registriert war) zunutze. Selbiges gilt für das gleichnamige Unternehmen in Südafrika.

## Populärkultur
Musikalisch wurde Woolworth in einem Erfolg aus den späten 1920er Jahren I Can’t Give You Anything But Love, Baby mit dem Satz „Diamond Bracelets Woolworth Doesn’t Sell“, in dem Lied I Found A Million Dollar Baby (In A Five and Ten Cent Store) von 1931 und in Bryan Adams Lied Summer of ’69 mit der Zeile „I got my first real six-string bought it at the five-and-dime“ erwähnt.  Ein weiteres Zitat findet sich im Song A String Of Pearls von Glenn Miller aus dem Jahre 1941 „Baby here‘s a five and dime. Baby now's about the time for a string of pearls a-la Woolworth“ (Text: Eddie deLange, Musik Jerry Gray).
In dem Film James Bond 007 – Diamantenfieber erklärt die Figur Tiffany Case ihren Vornamen damit, dass sie bei Tiffany & Co. geboren wurde, woraufhin Bond erwidert: „Da können sie ja von Glück sagen, dass es nicht bei Woolworth war.“